# Sendeturm Brest-Roc Trédudon

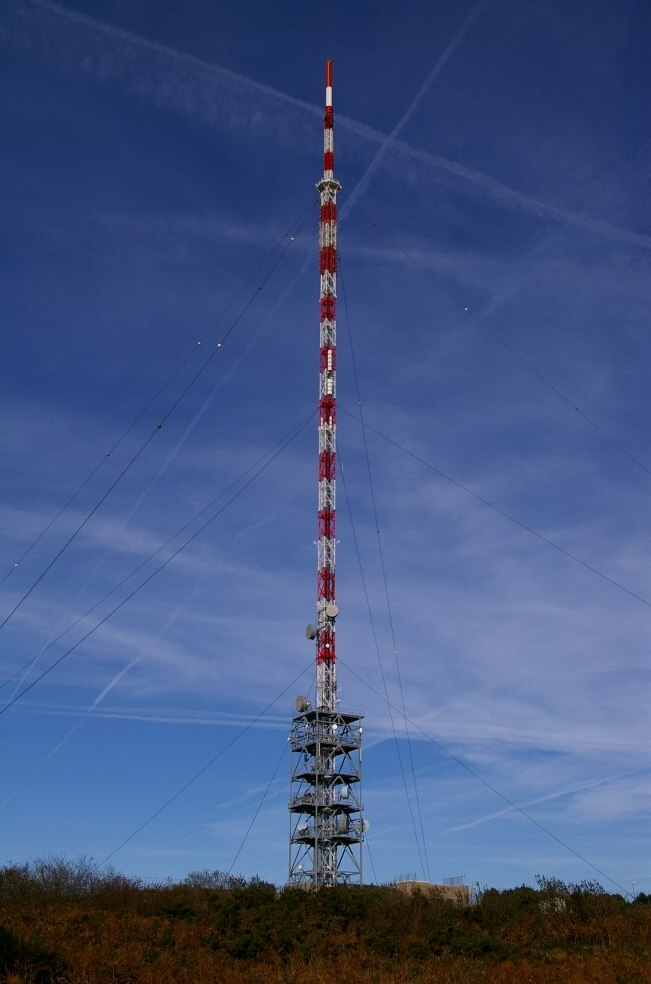
Sendeturm Brest-Roc Trédudon

Der Sendeturm Brest-Roc Trédudon ist ein 220 Meter hoher Sendeturm auf dem Roc Trédudon bei Brest in Frankreich, der aus einem freistehenden Stahlfachwerkunterbau mit Richtfunkantennen besteht, auf dem ein abgespannter Stahlfachwerkmast steht. Er wurde 1974 fertiggestellt und verbreitet UKW- und TV-Programme.
Der Sendeturm Brest-Roc Trédudon ist einer der wenigen Türme mit freistehendem Turm als Unterbau und abgespanntem Sendemast als Spitze.
Bis zum Februar 1974 existierte noch ein zweiter Antennenträger in Form eines abgespannten Sendemastes, dieser wurde allerdings bei einem Attentat zerstört.